# صابر الغنجاوي
صابر الغنجاوي (مواليد 7 سبتمبر 1992، أوترخت) هو لاعب كرة قدم هولندي-مغربي. يشغل مركز لاعب وسط في مولودية وجدة.

## مسيرته
ولد صابر الغنجاوي ونشأ في هولندا في مدينة أوترخت. في عام 2002، انضم إلى مركز تكوين (Alphense Boys).

## روابط خارجية
- صابر الغنجاوي على موقع قاعدة بيانات كرة القدم.إي يو (الإنجليزية)